# Bolsa de Bakú
La Bolsa de valores de Bakú (BFB, en idioma azerí: Bakı Fond Birjası) es la principal bolsa de valores de Azerbaiyán. Se estableció en 2000 y ha sido el principal objetivo para crear un mercado de valores organizado en el país.
Es el único organizador del mercado de valores organizado en Azerbaiyán. Tiene 20 accionistas, incluidos sus bancos locales, corredores y la Bolsa de valores de Estambul. La actividad de la Bolsa está regulada por la Cámara de Control de Mercados Financieros de la República de Azerbaiyán. El intercambio de valores gubernamentales y las operaciones de REPO se realizan en la Bolsa de Valores como valores corporativos, bonos del Ministerio de Finanzas, letras del Banco Central.

## Actividad
La Bolsa de Valores de Bakú cotiza bonos del tesoro a corto plazo, acciones ordinarias (principalmente de antiguas empresas estatales que han sido privatizadas, incluidas las empresas de alimentación, construcción y banca), y futuros en moneda extranjera.
Realiza operaciones de valores corporativos. La negociación, en mercados primarios y secundarios de valores gubernamentales se lleva a cabo únicamente en la BFB. La autoridad reguladora estatal para la bolsa de valores y el mercado de valores de Azerbaiyán es la Autoridad Supervisora de Mercados Financieros.
La actividad de la BFB está regulada por los siguientes actos legislativos y documentos:
- El Código Civil de Azerbaiyán.
- Los actos normativo-legales del Comité Estatal de Valores de Azerbaiyán.
- Las normas internas de la BFB.

## Historia
El grupo de iniciativa para el establecimiento de la Bolsa de Valores se organizó el 25 de diciembre de 1999. La Bolsa de Bakú comenzó sus operaciones el 15 de febrero de 2000 con el apoyo del Comité Estatal de Valores de Azerbaiyán. La primera operación comercial en la bolsa de valores se llevó a cabo el 1 de septiembre de 2000.
Los bonos corporativos comenzaron a negociarse en enero de 2004. La primera transacción de acciones en la Bolsa de Bakú se llevó a cabo en abril de 2004. El Banco Central de Azerbaiyán comenzó a negociar sus bonos en la Bolsa de Bakú el 14 de septiembre de 2004. El Fondo Hipotecario de Azerbaiyán comenzó a negociar sus acciones y bonos en junio de 2009. La institución creadora de mercado se estableció en enero de 2013. Los instrumentos financieros derivados comenzaron a negociarse en marzo de 2014. Los bonos SOCAR comenzaron a negociarse en octubre de 2016.